# حقوق وواجبات الأشخاص المتعايشين بشكل دائم
حقوق وواجبات الأشخاص المتعايشين بشكل دائم (بالإيطالية: Diritti e doveri delle persone stabilmente conviventi) يشير إلى مشروع القانون المقدم إلى مجلس الشيوخ بالبرلمان الإيطالي في 8 فبراير 2007 من قبل مجلس وزراء برودي الثاني، فيما يتعلق بعدد من الحقوق للأزواج المتعاشرين من جنسين مختلفين والمثليين جنسياً. الاقتراح لا يرقى إلى مستوى الاتحادات المدنية التي تم تقديمها في العديد من البلدان الأوروبية الأخرى في السنوات الأخيرة.
كان الهدف الرئيسي لمشروع قانون الحقوق هو منح الشركاء المتعايشين بغض النظر عن ميولهم الجنسية، وحقوق الميراث والنفقة (بعد تسع وثلاث سنة من العيش معًا على التوالي). كما سيسمح لأحد الشركاء باتخاذ قرارات بشأن ترتيبات الجنازة والتبرع بالأعضاء عندما يموت الآخر. وفقًا لمقترح القانون يتعين على الشركاء الذهاب إلى مكتب التسجيل للإعلان عن ارتباطهم الفعلي، ولكن لن يتم الاحتفال بأي حفل شبيه بالزواج. في الواقع لا يحتاج الشركاء حتى إلى تسجيل الاتحاد في نفس الوقت.
تألف نص مشروع القانون بشكل أساسي من الطاقم القانوني لاثنين من وزراء حكومة برودي هما: باربرا بولاستريني وزيرة تكافؤ الفرص و في ذلك الوقت وعضو حزب الديمقراطيين اليساريين الآن عضو في الحزب الديمقراطي، وروزي بيندي وزيرة الأسرة والديمقراطية المسيحية السابقة وعضوة في ذلك الوقت في ديزي أما الآن فهي عضوة في الحزب الديمقراطي.
توقفت دراسة القانون خلال نفس الوزارة.